# Andrew S. Rowan

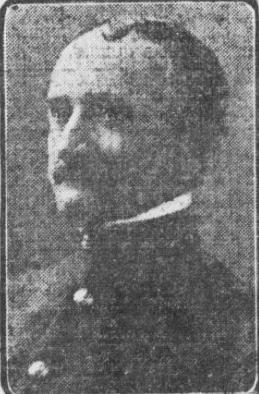
Andrew S. Rowan.

Andrew Summers Rowan (23 de abril de 1857, Union, Virginia Occidental - 10 de enero de 1943) fue un oficial del ejército de Estados Unidos.
Fue nombrado cadete el 1 de julio de 1877. Siendo capitán, se le concedió la Cruz de Servicios Distinguidos por su participación en las operaciones en Cuba en mayo de 1898. Su misión fue entregar lo que se conoce como Un mensaje a García, una acción que fue clave en el desarrollo de la guerra hispano-estadounidense. El presidente William McKinley buscaba a alguien capaz de ponerse en contacto con el jefe de los revolucionarios cubanos, el general Calixto García.
A partir de este hecho, Elbert Hubbard escribió una historia titulada Un mensaje a García.
- Datos: Q1864710
- Multimedia: Andrew Summers Rowan / Q1864710